# Tanca-Mauer

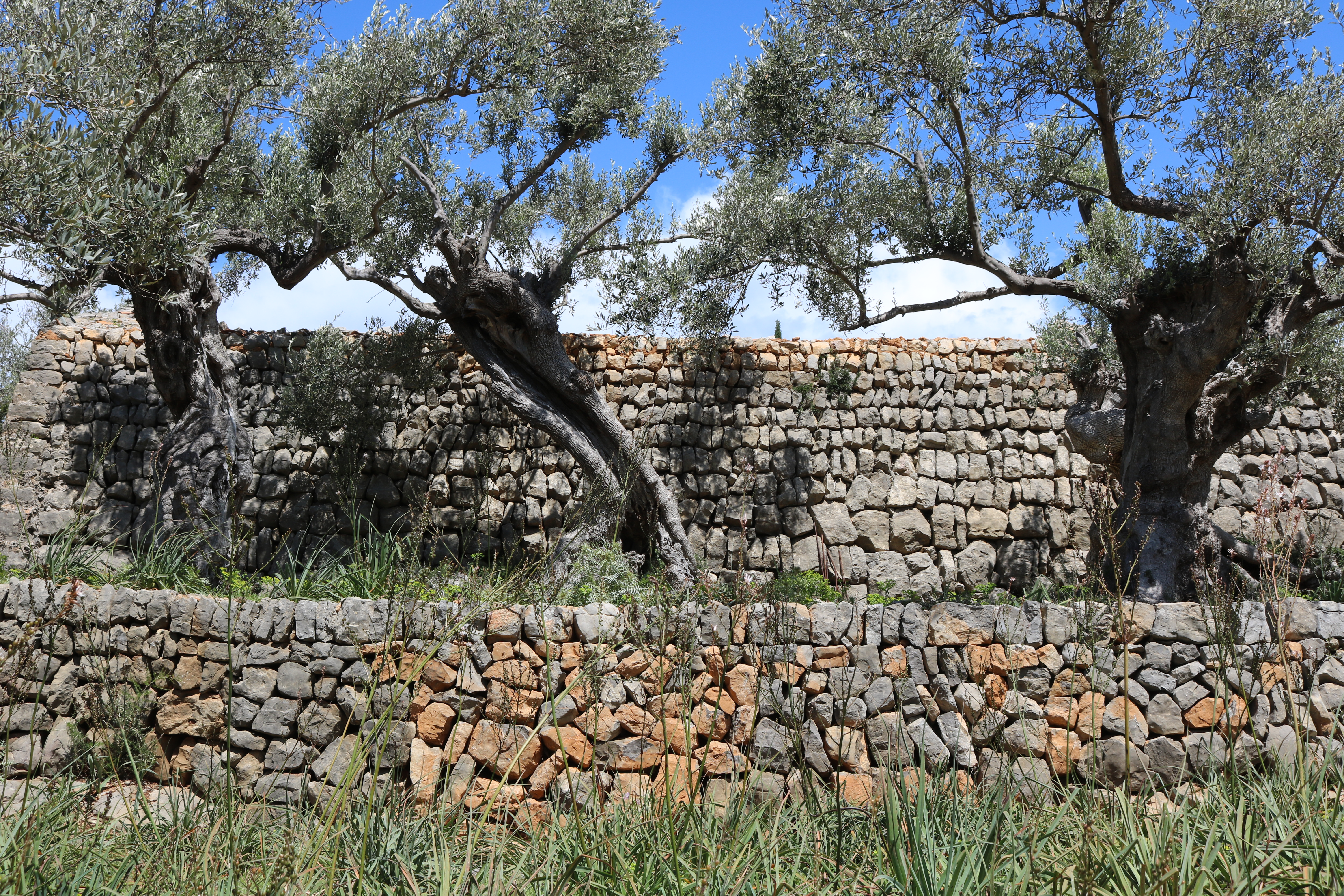
Tanca-Mauer am Wanderweg GR 221 (Mallorca)

Die Tanca-Mauer (cat. tanca bedeutet: Umzäunen, auch Zaun) ist eine Trockenmauer der Balearen und ein Erbe der Talayot-Kultur. In Mallorquinischer Sprache und im Eivissenc wird der Mauerbau tanques oder auch marges genannt.

## Vorkommen

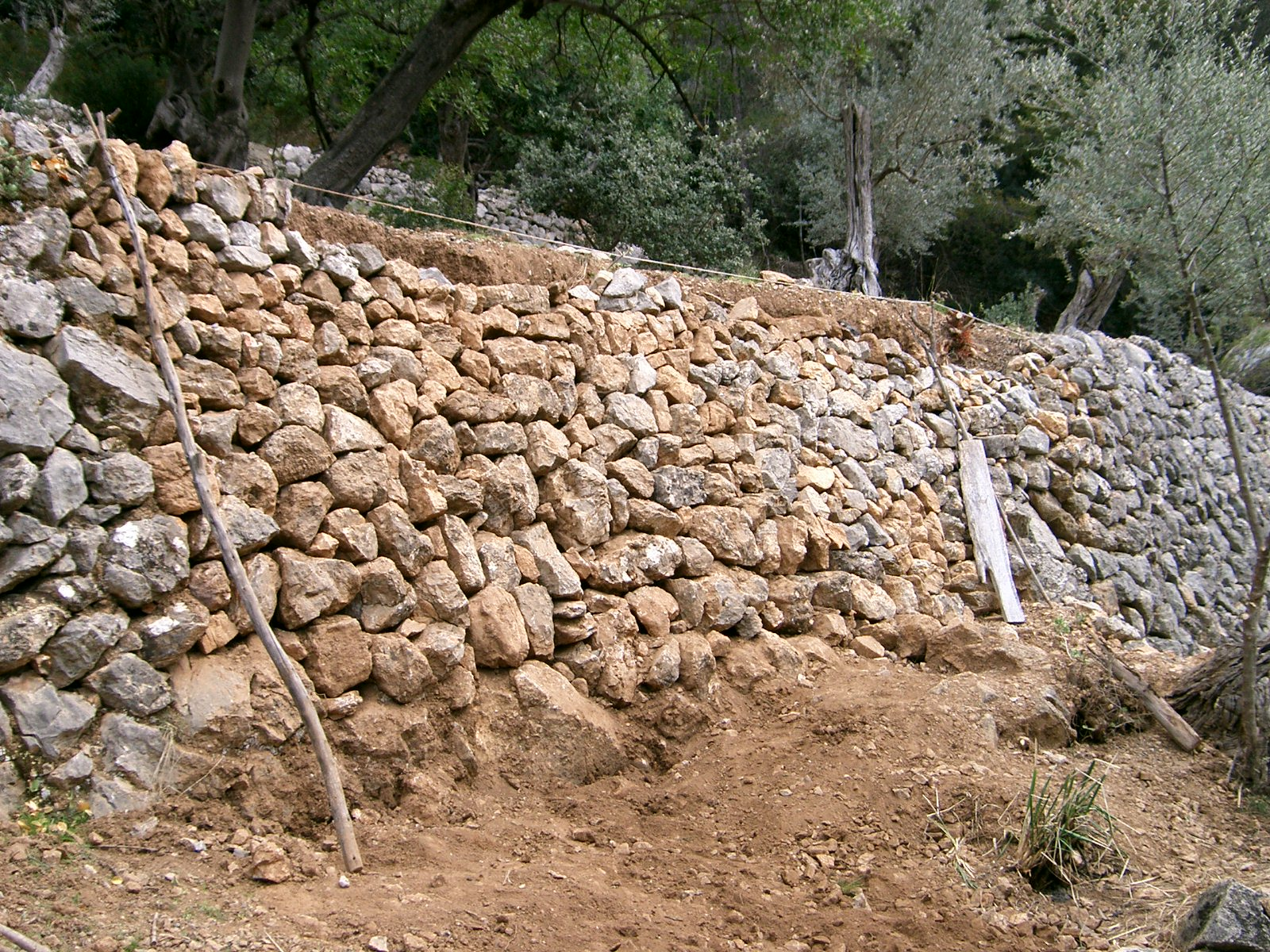
Bau, bzw. Rekonstruktion einer Tancamauer

Diese Form des Mauerbaues (= Stein-Recyclings) findet man hauptsächlich auf den Baleareninseln, in der Bretagne und auf den Britischen Inseln.

## Geschichte
Die Landwirtschaft auf Mallorca stand immer schon im Zusammenhang mit der Trockenmauerei. Besonders erwähnenswert sind: Trockenmauereinfriedungen, Häuser und Ställe, Stützmauern, Bewässerungsbauten, Wege, präindustrielle Konstruktionen für den Bergbau, Kalkabbau und für die Forstwirtschaft (Holzkohleerzeugung, Jagd usw.).
Trockenmauern sind in zwei Gebieten auf Mallorca vermehrt anzutreffen. Im Süden und Osten der Insel – zwei flachen Gebieten – gibt es vor allem Trockenmauern, Hütten und Bauten zur Wasserregelung. In der Serra de Tramuntana hingegen sind vor allem Stützwälle für die Felder, ein ganzes Netzwerk von Trockenmauerwegen und Bauten zur Wasserregulierung anzutreffen.
Die weitgehende Entwicklung und Vielfältigkeit der Bauten ergeben sich aus historischen und geographischen Gründen. Einer der wichtigsten geographischen Gründe ist die Tatsache, dass es auf der Insel große Mengen an hochqualitativem Kalkstein gibt, der die Errichtung komplexer Bauten erleichtert.
Da die Landschaft sehr zerklüftet ist, und es oft intensive Regenfälle gibt, errichtete man Bauwerke, um der Erosion, Überschwemmungen und ähnlichem entgegenzuwirken. Mit Hilfe der marjades oder Stützmauern konnten die Hänge bebaut werden. Aufgrund der Trockenheit während des Sommers baute man außerdem Strukturen zum Sammeln, Verteilen und Speichern von Wasser.
Vorgeschichtlich kam Trockenmauerwerk bei Naviformes, Talayots etc. zum Einsatz. Geschichtlich betrachtet gibt es erste Erwähnungen und Aufzeichnungen der Trockenmauerbauten schon im 13. und 14. Jahrhundert, wobei die Blütezeit in späteren Jahrhunderten anzusiedeln ist. Die Ausdehnung der landwirtschaftlichen Nutzung des Landes und damit auch der Trockenmauerbauten fand bis ins 20. Jahrhundert hinein statt. Bis dahin gab es mehrere Epochen, in denen besonders viel gebaut wurde.
Ab den ersten Jahrzehnten des 20. Jahrhunderts gab es einen stetigen Rückzug aus den weniger ertragreichen Produktionsbereichen und aus anderen Wirtschaftszweigen, die mit den Trockenmauerbauten in Verbindung stehen. Mit dem Beginn des Massentourismus in den 60er Jahren begann sich diese Entwicklung noch zu verstärken.

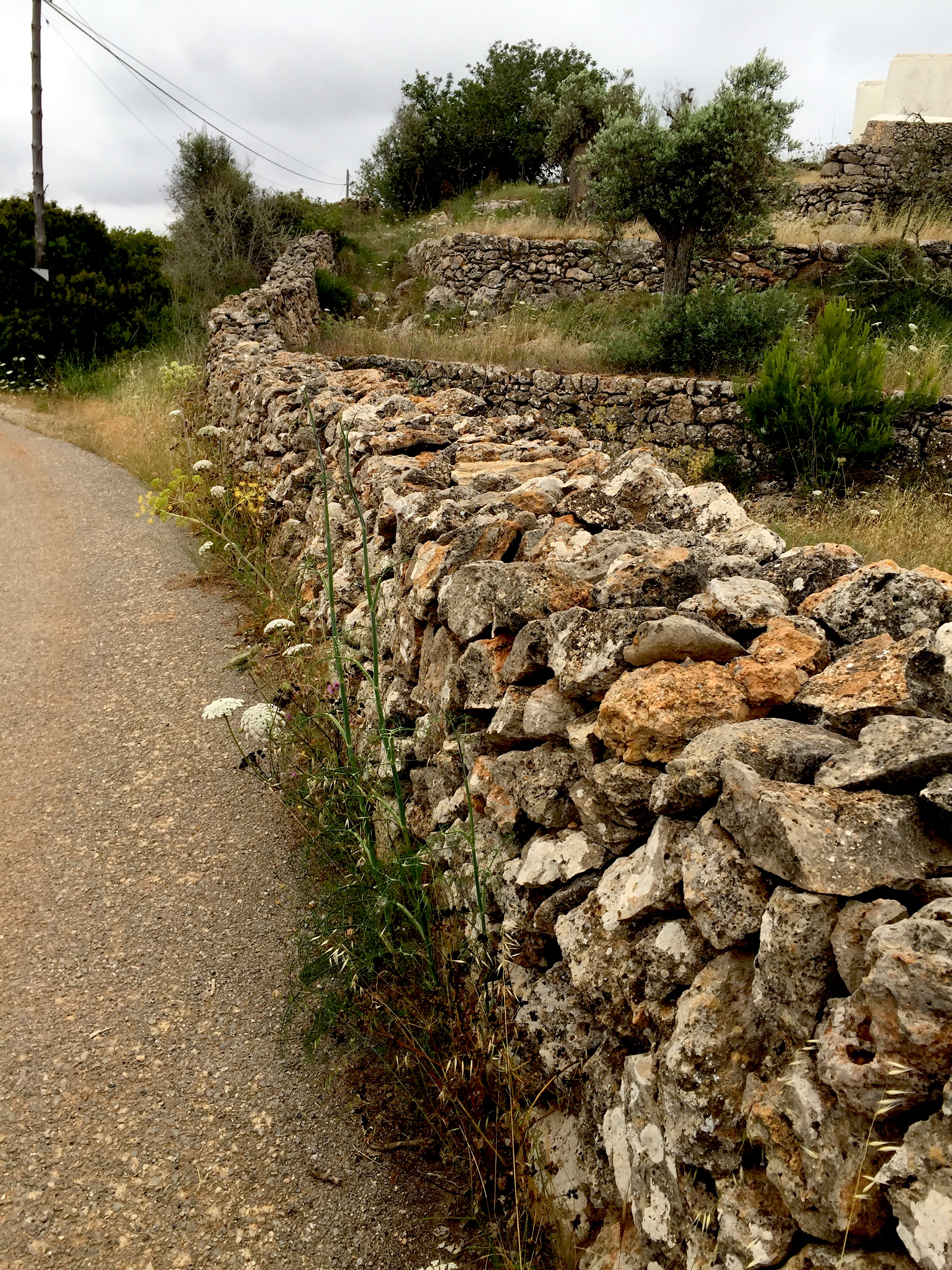
Trockenmauerwerk auf Ibiza zur Abgrenzung und Terrassenbildung bei Feldern

In den 1990er Jahren wurde auf Mallorca die Ruta de pedra en sec (deutsch Trockensteinroute) eröffnet. Dieser Weitwanderweg, er wird auch GR 221 genannt, führt über weite Strecken an Tockenmauerbauten entlang in zehn Tagesetappe durch die Serra de Tramuntana. Für den Weg wurden vielerorts alte Mauern wieder instand gesetzt.

## Herstellung
Die bei der täglichen Acker- und Feldarbeit anfallenden losen Feldsteine werden zusammengetragen und ohne zusätzliche Bau- oder Bindestoffe an Ort und Stelle aufgeschichtet. Hat der Mauerbauer (marger) ordentliche Arbeit ausgeführt, ist seine Mauer (marge) nahezu unbegrenzt haltbar.

### Arbeitsvorgang
Eine Reihe großer Steine werden zuvor für die Basis (assentament) ausgesucht und etwa 90 Zentimeter breit ausgelegt; dann türmt der marger von beiden Seiten mittelgroße Steine zu schmalen Mauern auf, die sich nach oben hin einander zuneigen, und der Hohlraum wird mit Geröll vorsichtig von Hand aufgefüllt und zwar so geschickt verkeilt, dass es eine Art Kettenverbund ergibt, das gibt den Mauern nachher die Festigkeit; eine nur noch ca. 80 Zentimeter breite Reihe großer Steine, die filade es dalt deckt die Mauer ab. Bei einer guten Mauer drehen die Steine der mittleren Reihen (sostreig) zudem ihre Schmalseite immer nach außen. Dann braucht er zwar mehr Steine, aber sie ist viel stabiler. Querstehende Steine zum Beispiel, die aus der Mauer herausragen, sind kein Anfängerfehler, sondern dienen als Trittstufen, damit die Menschen und auch der Handwerker später hinüberkommen, in v. g. Beispiel sind Abmessungen für eine Höhe von anderthalb Meter angegeben. Die Mauern sind durchaus bis dreieinhalb Meter hoch, es ändern sich dann im Verhältnis Fundament und Kopfabmessungen. Je nach Gegend und Verwendungszweck gibt es unterschiedliche Tancamauern, wie z. B. für die Schweinezucht (tiefgründiges Fundament, damit die Schweine sich nicht unter der Einzäunung durchwühlen) oder bei der Ziegenhaltung (die filada es dalt wird dann durch überhängende Abdeckungen ausgeführt, damit die Mauer nicht überstiegen werden kann).

### Werkzeuge
- Tragekorb (senalla)
- Transportschlitten (carete)
- verstellbaren Winkel (capserrat)
- ein paar Ellen Richtschnur

## Handwerk
Im Jahr 1986 war der Beruf des margers (Trockenmaurers) kurz vor dem Verschwinden, da die Maurermeister immer älter wurden, und es nicht genügend Nachfrage gab. Noch im selben Jahr wurde die Escola de Margers (Trockenmaurerschule) in Sóller gegründet, um den Pfad Es Barranc de Biniaraix wiederherzustellen und Schüler zu Fachleuten in dieser Branche auszubilden. Zwei Jahre später übernahm der Consell de Mallorca die Schule und erweiterte ihren Aufgabenbereich. Damals begann ein Aufschwung des Berufsstandes, auch dank der günstigen Wirtschaftslage und der Intervention von Institutionen.

### Ausbildung
Der Consell de Mallorca hat seit 1988 weit reichende Initiativen zur Restaurierung, zur Erhaltung, zum Schutz und zur Information über das Kulturerbe der Trockenmauerbauten gestartet. Diese gestalten sich wie folgt:
- Ausbildung:

Kurse in Workshop-Schulen und Weiterbildungsworkshops, um Beschäftigungslose zu margers (Trockenmaurern) auszubilden.
- Restaurierung:

Restaurierung von Trockenmauergebäuden im Rahmen des Programms des Kulturerbeteams.
- Analyse und Katalogisierung:

Erstellung von Katalogen über verschiedene Trockenmauerbauten (Mauern, Wege, Hütten) und Teilnahme an EU-Projekten zur Analyse, Katalogisierung und Wiederaufwertung der Trockenmauerei.
- Lokale Entwicklung:

Förderung von Initiativen zur lokalen Entwicklung, die mit der Trockenmauerei in Zusammenhang stehen.
- Schutz:

Initiativen zum Schutz von Trockenmauerbauten.
- Informationsverbreitung:

Initiativen zur Information über das kulturelle Erbe der Trockenmauerbauten (Veröffentlichungen, Ausstellungen, Vorträge usw.)
Die Schule „FODESMA“ ist eine besondere Art von Berufsschule. Hier werden neben der Lehrwerkstatt zur Errichtung der Trockenmauern (Escola de Margers) auch die Restaurierung der Windmühlen (Escola de Molins) und der Bau der traditionellen Fischerboote (Escola de Mestres d´Aixa) betrieben.